# Пешна
Пешна (на македонска литературна норма: Пешна) е пещера в северозападната част на Северна Македония, разположена край поречкото село Девич.
Пештерата се намира на 6 km североизточно от Брод. Това е пещерата с най-голям отвор на Балканите – височината на отвора е 40 m, а широчината 56 m. Дължината на пещерата е 124 m. В нея гнездят лястовици и живеят прилепи. От крайния северен дял на пещерата, след силни дъждове и топене на снега избива силен извор, който в сухите периоди на година напълно пресъхва. Според местното население, водата понира от селото Крапа, което е на по-висока надморска височина и формира няколко езерца и водопади в най-голямата пещерна система в страната, за която се предполага, че е дълга до десет километра. На входа на пещерата има средновековна твърдина, остатъци от воденици и късноантична гробница със свод от тухли. Твърдината е във връзка със съседната Девини кули и според местните легенти в двете крепости живеели двете сестри на Крали Марко – Дева и Пешна.